# Settignano
Settignano ist eine Fraktion der italienischen Gemeinde (comune) Florenz in der Region Toskana.

## Geographie
Der Ort liegt 4 km nordöstlich von Florenz und etwa 2 km vom orographisch rechten Ufer des Arno. Er gehört administrativ zum Quartiere 2 (Campo di Marte) von Florenz. Bis 1911 gehörte Settignano zur Gemeinde Fiesole. 

## Beschreibung

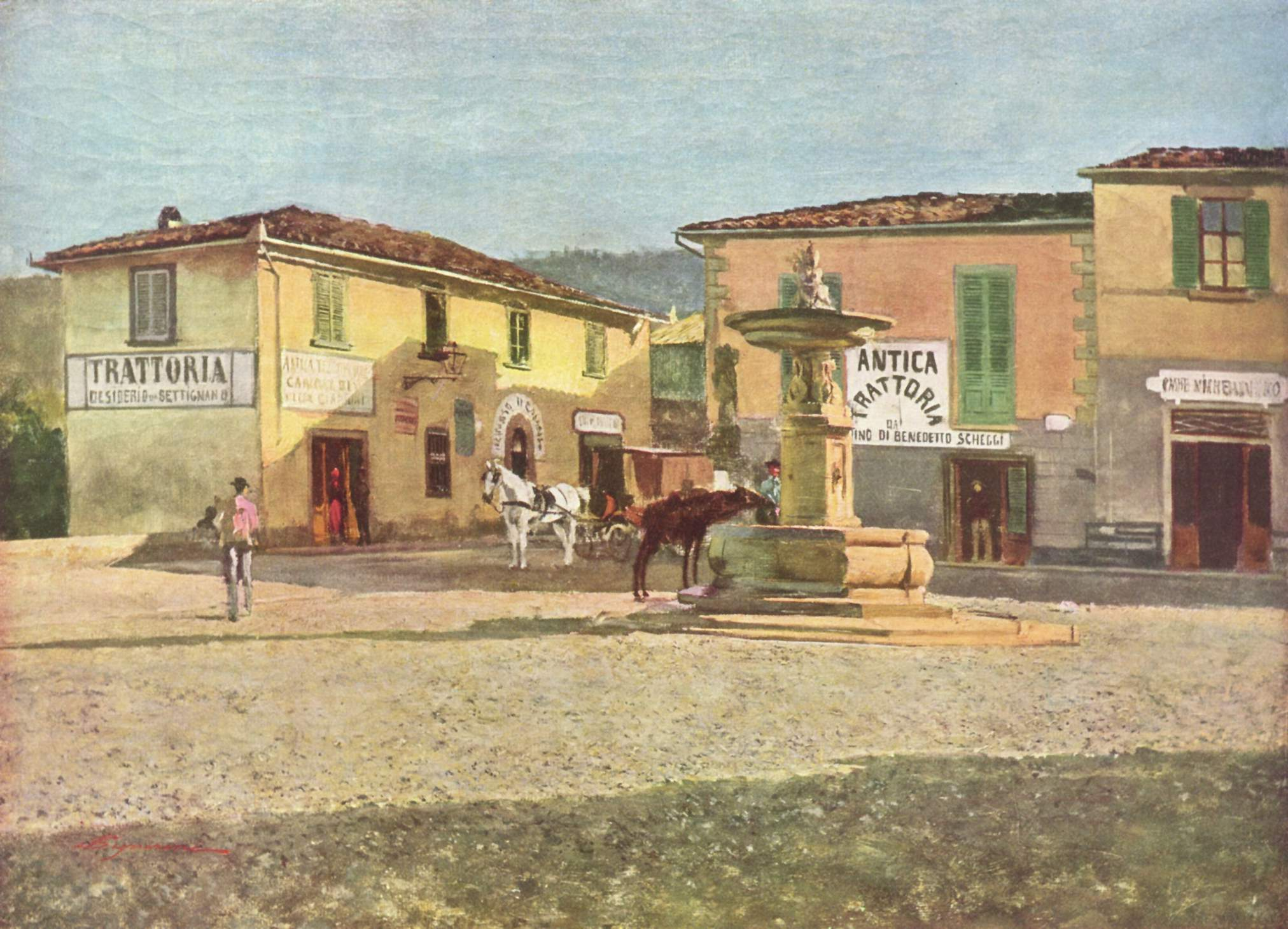
Die Piazza von Settignano von Telemaco Signorini, 1880

Der Name geht auf den römischen Kaiser Septimius Severus zurück, den angeblichen 
Gründer des Ortes, der wie das benachbarte Fiesole bereits im Mittelalter als kühlerer Sommerwohnsitz von Florentiner Familien geschätzt wurde, wovon die Villa Gamberaia mit ihrem Terrassengarten heute noch zeugt. Michelangelo hat hier bei einem Marmorarbeiter und seiner Frau seine Kindheit verbracht. Der Ort brachte wegen der nahen Marmorsteinbrüche von Maiano und Trassinaia zahlreiche Bildhauer hervor: Desiderio da Settignano, dessen Werke u. a. den Dom von Florenz schmücken, Bartolomeo Ammanati, Antonio und Bernardo Rossellino sowie Giovanni Battista und Stoldo Lorenzi. Auch der Maler Bartolomeo Bimbi wurde hier geboren.
Giovanni Boccaccio und Niccolò Tommaseo schätzten die erholsame Frische des Ortes zwischen Weinbergen und Olivenhainen. Mark Twain lebte 1892–1893 elf Monate mit seiner Frau in der Villa Viviani. 1898 kaufte Gabriele d’Annunzio die Villa della Capponcina im Randbereich von Settignano, um so seiner Geliebten Eleonora Duse näher zu sein, die in der Villa Porziuncola lebte. In der Villa I Tatti lebte der Kunsthistoriker Bernard Berenson; hier unterhält heute die Harvard University ein Zentrum für Kunstgeschichte. Berensons Freund, der Kunstsammler und Mäzen Leo Stein, zog 1914 nach der Trennung von seiner Schwester Gertrude hierher und starb hier 1947. Settignano ist auch der Schauplatz der Novelle Pippo Spano von Heinrich Mann.

## Sehenswürdigkeiten

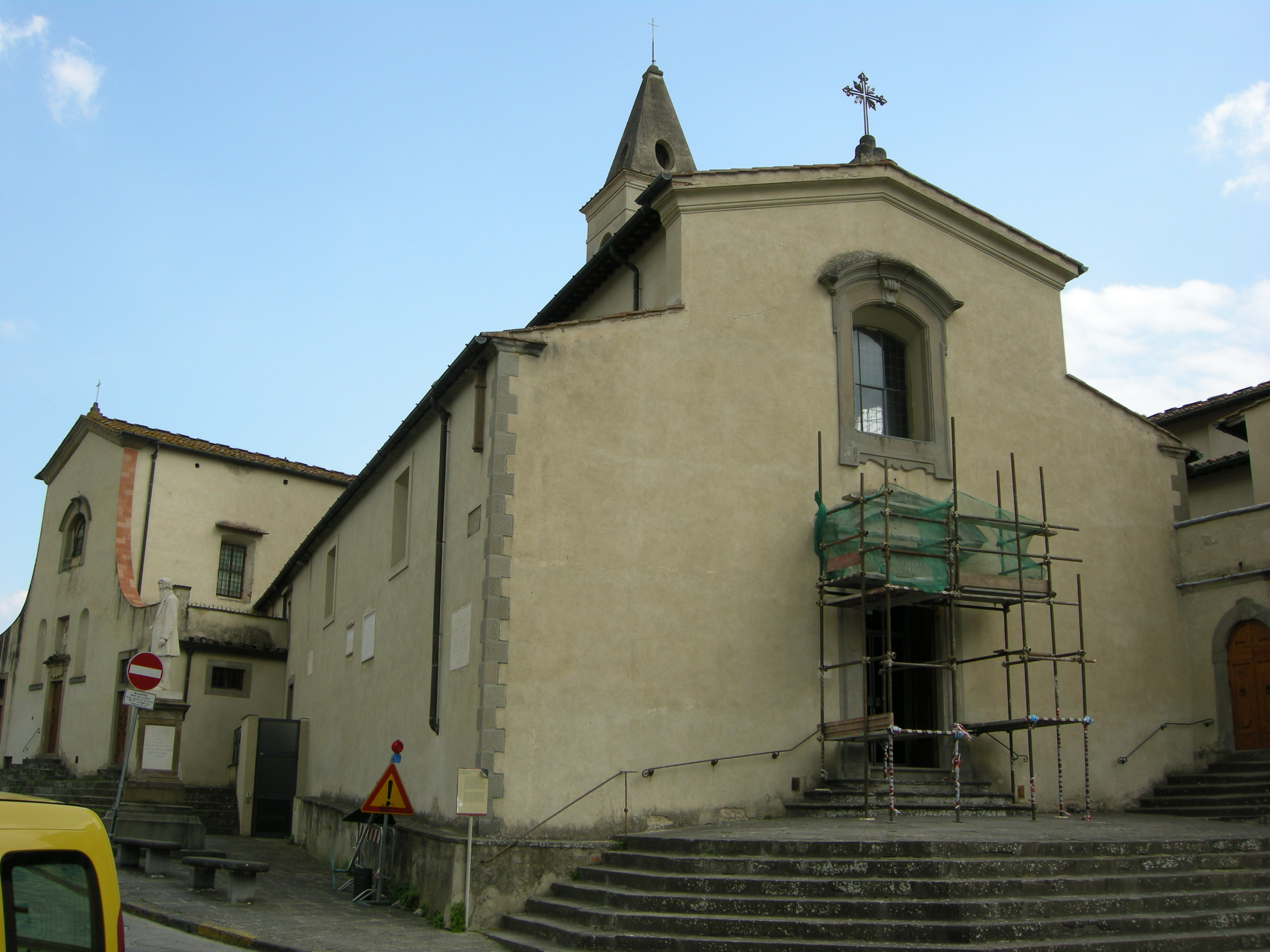
Die Kirche Chiesa di Santa Maria Assunta

- Chiesa di Santa Maria Assunta, Kirche im Ortskern von Settignano. Enthält Werke von Santi di Tito.

## Persönlichkeiten
- Domenico Fancelli (1469–1519), Bildhauer